# The Encyclopedia of Fantasy
The Encyclopedia of Fantasy ist ein von John Clute und John Grant herausgegebenes englischsprachiges Lexikon zu Autoren, Werken und Themen der Fantasy. Neben den beiden Herausgebern, die rund die Hälfte der Beiträge verfassten, waren mit etwa einem Drittel der Beiträge die Mitherausgeber Mike Ashley, Roz Kaveney, David Langford und Ron Tiner sowie Brian Stableford maßgeblich beteiligt. Weitere Mitarbeiter waren David G. Hartwell und Gary Westfahl.
Seit 2012 steht die 2. Auflage in weitgehend unveränderter Fassung allgemein zugänglich online zur Verfügung. Die Online-Fassung enthält 4.133 Einträge (2.844 Artikel und 1.289 Verweise) mit rund 1,2 Millionen Worten Text. Grundlage der digitalen Version war eine für 1999 geplante, von David Langford vorbereitete Ausgabe als CD-ROM, die aber nicht zustande kam.

## Inhalt und Terminologie
Inhaltlich beschränkte sich die Encyclopedia of Fantasy (EoF) nicht auf Artikel zu Autoren und Einzelwerken, vielmehr spielen Artikel zu Themen und Begriffen eine zentrale Rolle. Die entsprechenden Begriffe wurden dann in anderen Artikeln verwendet und durch Querverweis referenziert, wodurch ein konsistentes terminologisches Gerüst bereitgestellt wurde, ein Verfahren, das ähnlich schon in der von John Clute und Peter Nicholls herausgegebenen Encyclopedia of Science Fiction verwendet worden war, zu deren zweiter Auflage die Encyclopedia of Fantasy als Ergänzung konzipiert war. Teils waren diese Begriffe geläufig, teils von einzelnen Fachautoren in der kritischen Literatur verwendet. In den Themenartikeln wurden diese Begriffe nun präzisiert, manchmal wurden auch neue Begriffsbildungen vorgenommen, die mittlerweile auch Eingang in die Terminologie der Fantasy-Kritik gefunden haben.
Als Beispiel für solche Begriffsbildungen kann der Übergang zwischen der „wirklichen“ Welt und der Anderswelt, der Welt der Feen und der Magie, dienen. Wenn eine definierte Grenze – und dementsprechend ein in der Erzählung deutlich markierter Grenzübergang – existiert, so ist die Anderswelt in der EoF-Terminologie ein „Polder“, also ein Gebiet innerhalb einer bewachten bzw. beschützten Grenzziehung, ähnlich wie der von Deichen umschlossene Polder. 
Der deutlich ausgeprägter, punktartiger Übergang ist in der EoF ein „Portal“, ist er weniger auf einen Punkt fokussiert und bildet einen Grenzbereich, so spricht EoF von „Threshold“ Existiert jedoch kein klarer Übergang und gehen wirkliche und die magische Welt unmerklich ineinander über, durchdringen und verschränken sich, so liegt gemäß EoF ein Fall von „Crosshatch“ (wörtlich „Kreuzschraffur“) vor. 
Auf diese Weise stellt die EoF einen Begriffsapparat zur Verfügung, durch den die Inhalte von Fantasy-Werken knapp und präzis charakterisiert werden können.
Zu den Begriffen bzw. den entsprechenden Motiven werden jeweils Beispiel benannt, etwa zu „Answered Prayer“, dem Motiv des „erhörten Gebets“, als das klassische Beispiel die Erzählung Die Affenpfote oder auch der Roman Friedhof der Kuscheltiere von Stephen King.
Wie die Encyclopedia of Science Fiction auch, enthält die EoF nur selten biographischen Informationen zu den Autoren, und wenn, dann nur in knappster Form. Ein ergänzendes Werk in dieser Hinsicht ist der ungefähr gleichzeitige St. James Guide to Fantasy Writers von David Pringle, der – wie der Titel schon sagt – ausschließlich Autorenartikel enthält, jeweils mit kurzen Biogrammen der Autoren.
Als zugrundeliegende grobe Definition für das, was Fantasy ist, wird in der Einleitung

„[…] a self-coherent narrative which, when set in our Reality, tells a story which is impossible in the world as we perceive it; when set in an Otherworld or Secondary World […] stories set there will be possible in the otherworld's terms.“

„[…] eine zusammenhängende Erzählung, deren Geschichte in der Welt, wie wir sie kennen nicht möglich ist, die aber in einer Anderswelt oder einer Alternativwelt [im Sinn von J. R. R. Tolkien] nach den Gesetzen dieser Welt möglich wäre.“

genannt. 
Zeitlich wird bei den behandelten Autoren und Werken eine Grenze am Ende des 18. Jahrhunderts gezogen. Älteres – in der EoF als „Taproot Texts“ („Pfahlwurzel-Texte“) – etwa Shakespeares Mittsommernachtstraum – wird zwar auch mit einiger Ausführlichkeit behandelt, zurück bis zur Bibel und dem Gilgamesch-Epos, jedoch nicht als Teil der wesensgemäß modernen Gattung der Fantasy gesehen. Horrorliteratur als Teil der Fantasy wird zwar behandelt, jedoch eher am Rande.

## Auszeichnungen
- 1998: Hugo Award (Best Related Book)
- 1998: Locus Award (Nonfiction)
- 1998: World Fantasy Award (Special Award – professional)
- 1998: Mythopoeic Award (Scholarship/Myth)
- 1998: Nominierung beim Bram Stoker Award (Nonfiction)
- 1999: Eaton Award (Best Nonfiction)

## Ausgaben
- UK-Erstausgabe: John Clute, John Grant (Hrsg.): The Encyclopedia of Fantasy. Orbit, London 1997, ISBN 1-85723-368-9.
- US-Erstausgabe: St. Martin’s Press, New York 1997, ISBN 0-312-15897-1.
- 2. Auflage (UK): Orbit, London 1999, ISBN 1-85723-893-1.
- 2. Auflage (US): St. Martin’s Griffin, New York 1999, ISBN 0-312-19869-8.

Die Erstauflage war gebunden, die 2. Auflage erschien als Paperback.